# Joaquim Augusto de Sousa
Joaquim Augusto de Sousa (Funchal, 1853 — Funchal, 1905) foi um fotógrafo português do século XIX.

## Biografia
Nascido no ano de 1853, em Funchal, na Ilha da Madeira, Joaquim era um artista versátil que fotografava o folclore, os camponeses a trabalhar, as paisagens, a arquitectura e a vida quotidiana na cidade. Suas fotografias foram publicadas em bilhetes-postais. Joaquim faleceu na sua cidade natal no ano de 1905.

## Obras

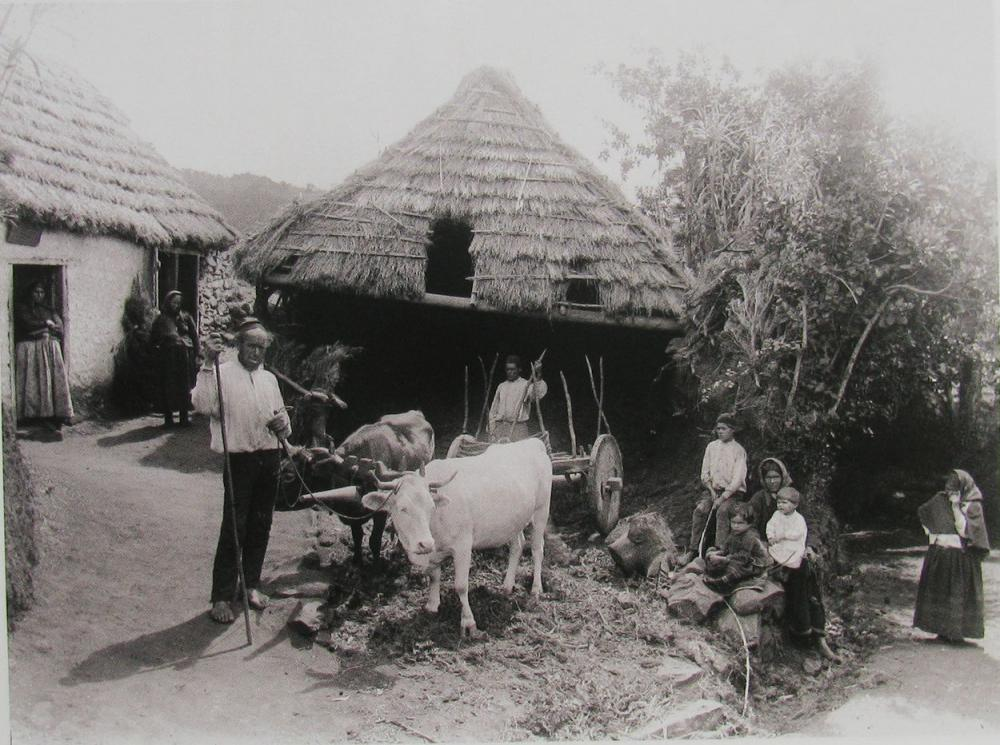
Casa rural na Ponta do Pargo (1872 a 1880).
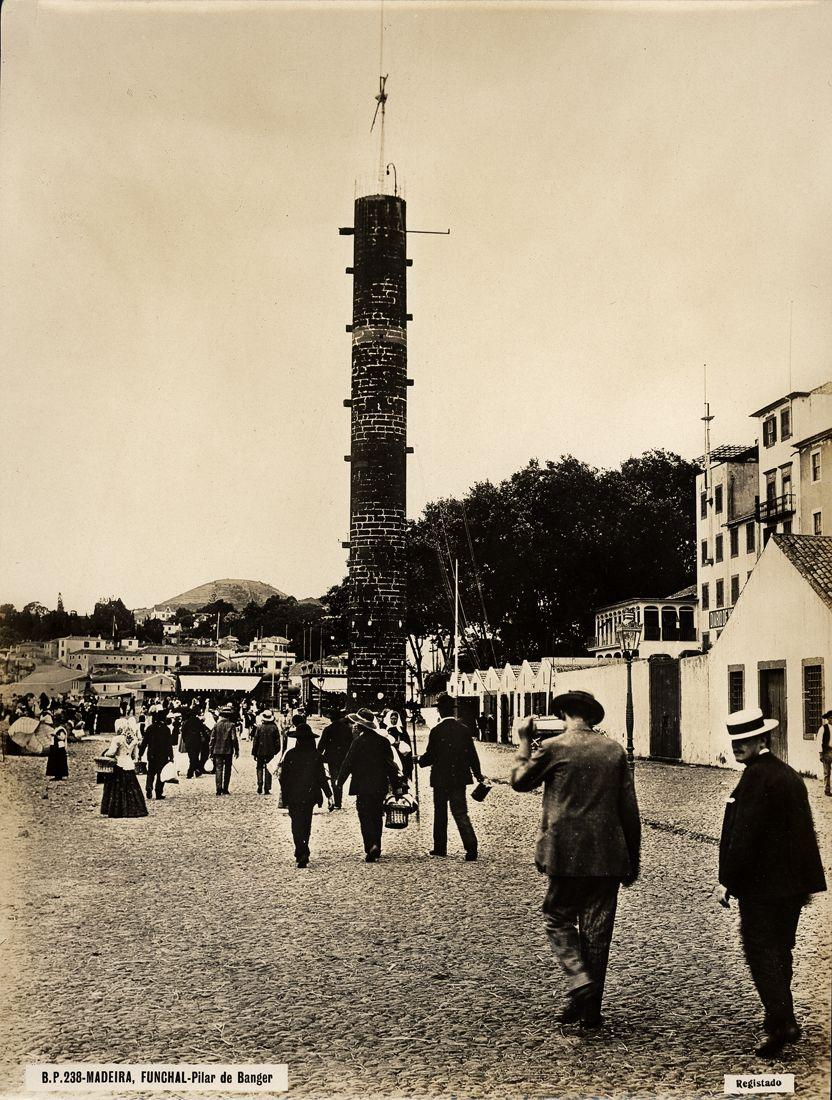
Pilar de Banger (1900).
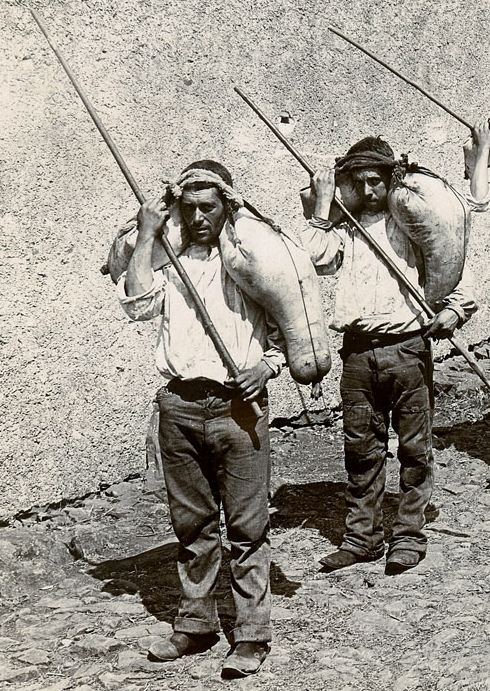
Borracheiros ao serviço das Adegas Henriques & Henriques, no Estreito de Câmara de Lobos, (1900).
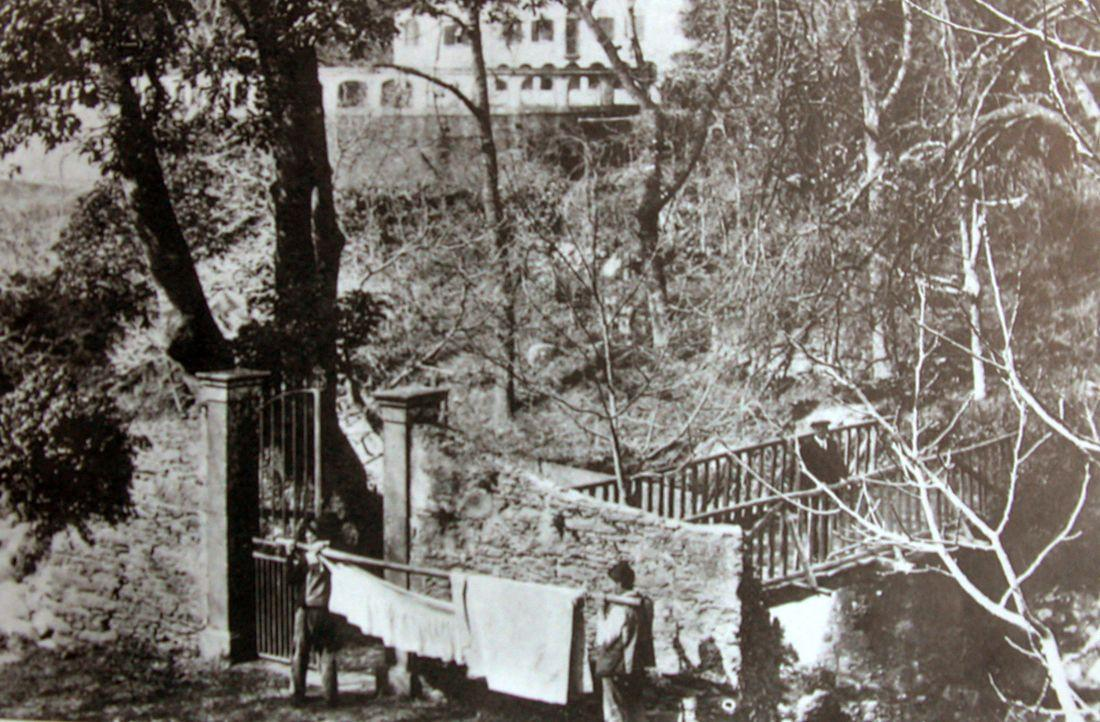
Rede junto à entrada da Quinta do Jardim da Serra.
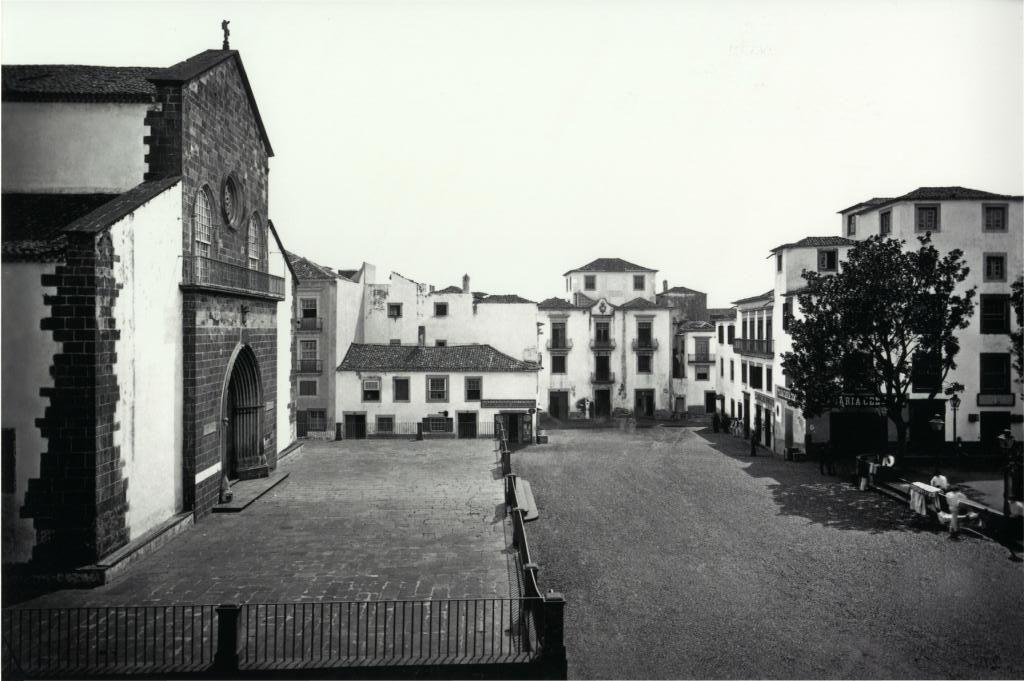
Largo da Sé e antiga Câmara Municipal do Funchal (1876 a 1880).
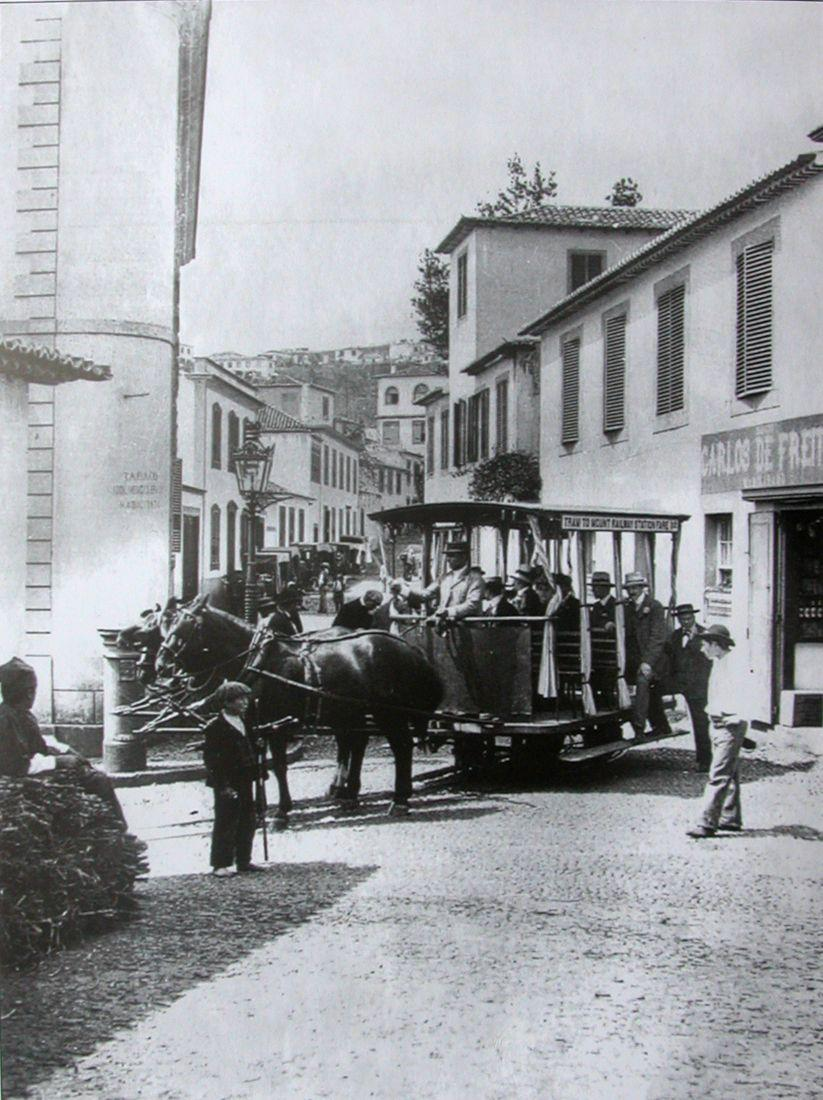
Carro americano descendo a Rua das Dificuldades (cerca de 1900).
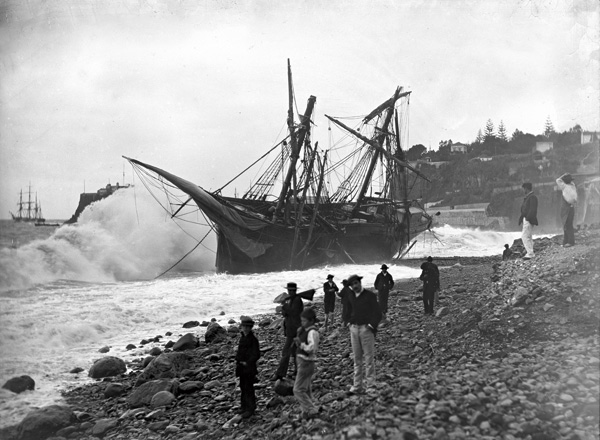
Brigue italiano "Torquato", junto a Santa Catarina, Funchal (1884).
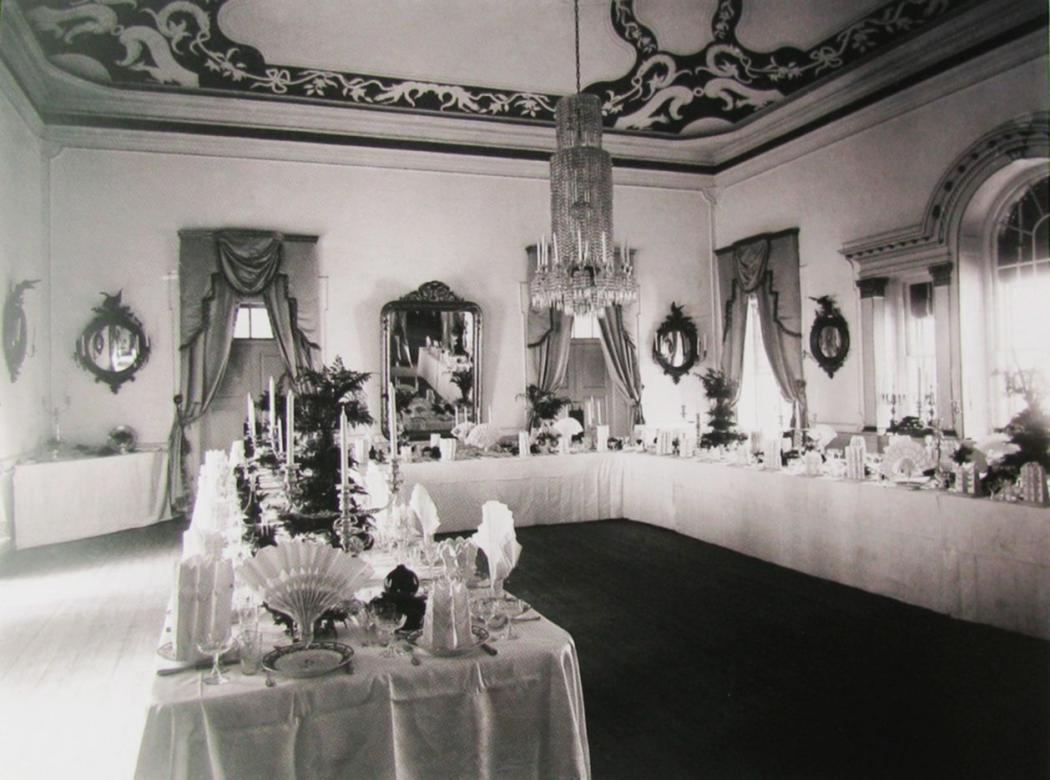
Mesa de Jantar no Palácio de São Lourenço para a recepção oferecida por D. Carlos e D. Amélia na Visita Régia.
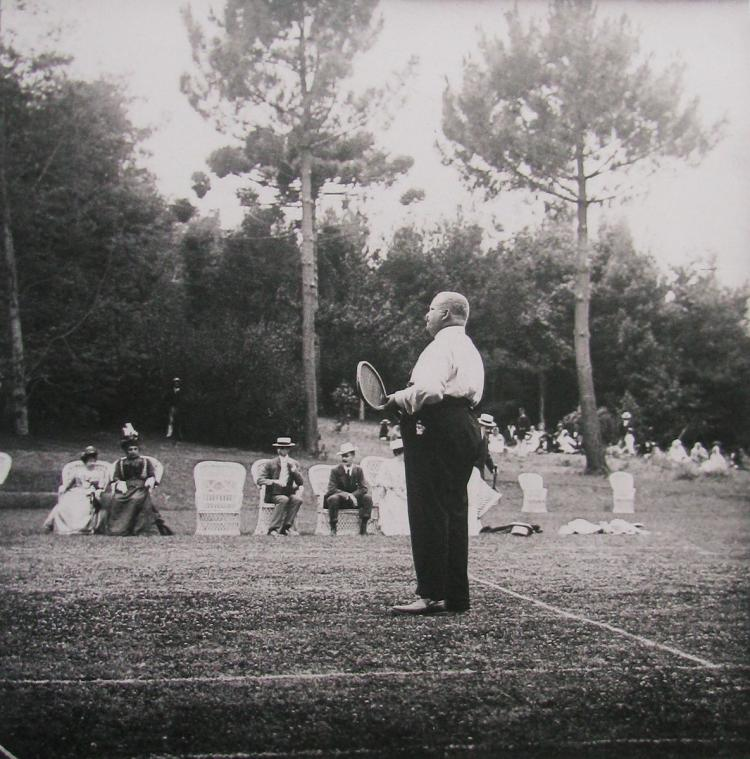
D. Carlos numa partida de ténis na Quinta do Palheiro durante a Visita Régia.
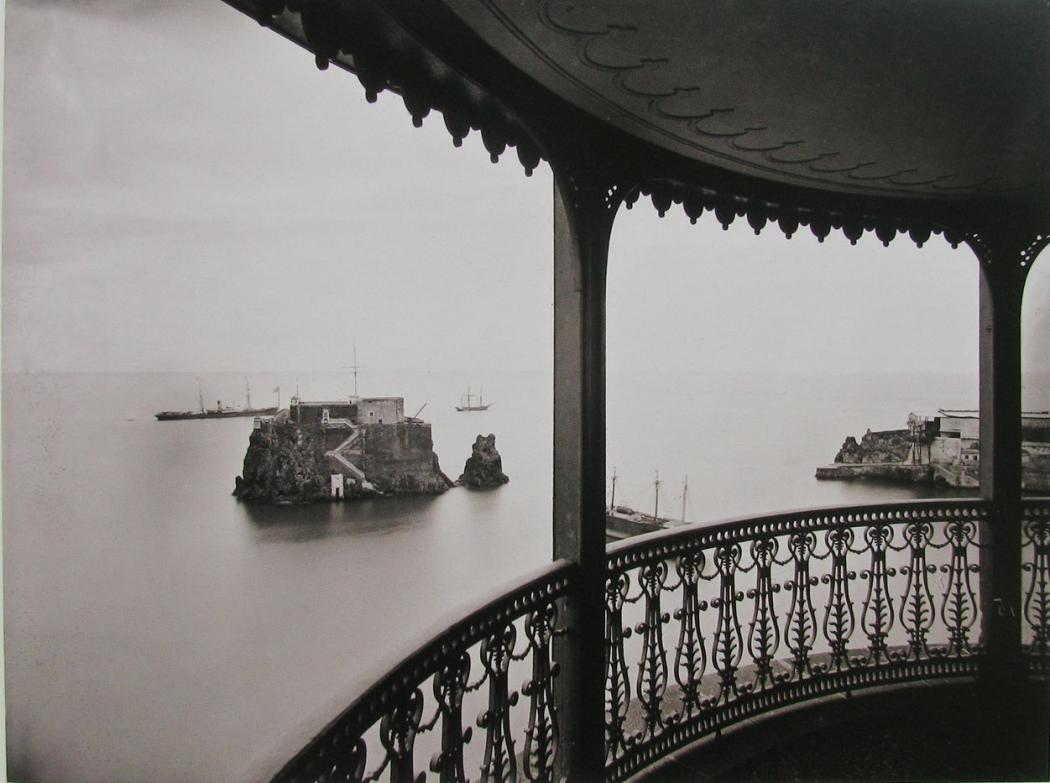
Mirante da Quinta Vigia (cerca de 1880).
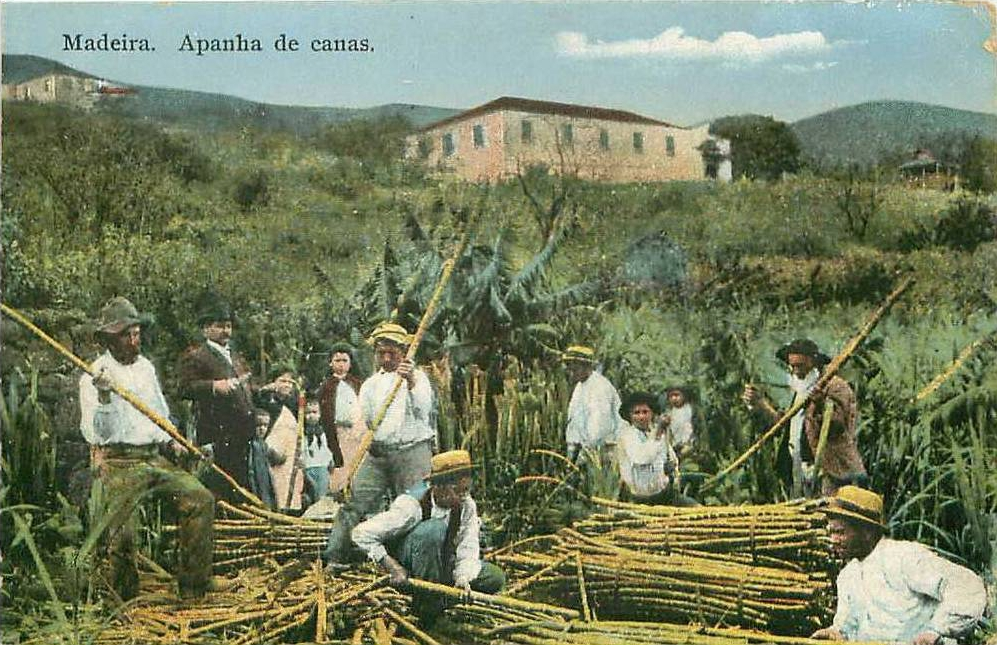
Madeira. Apanha de canas. Bilhete postal Bazar do Povo, B.P. n.º 155.
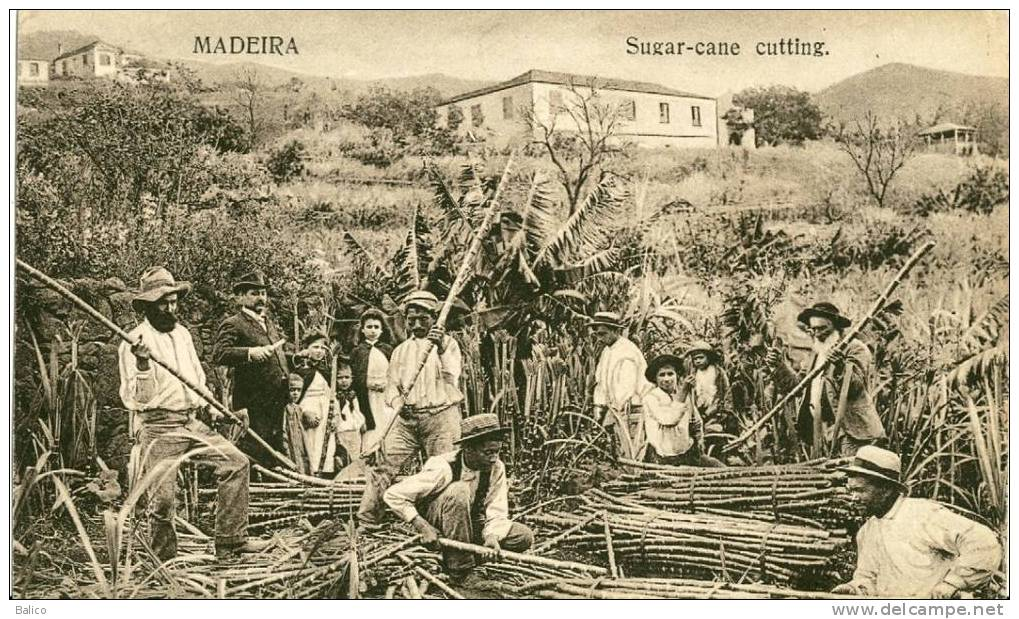
Madeira. Apanha de canas. Bilhete postal Bazar do Povo, B.P. n.º 155.
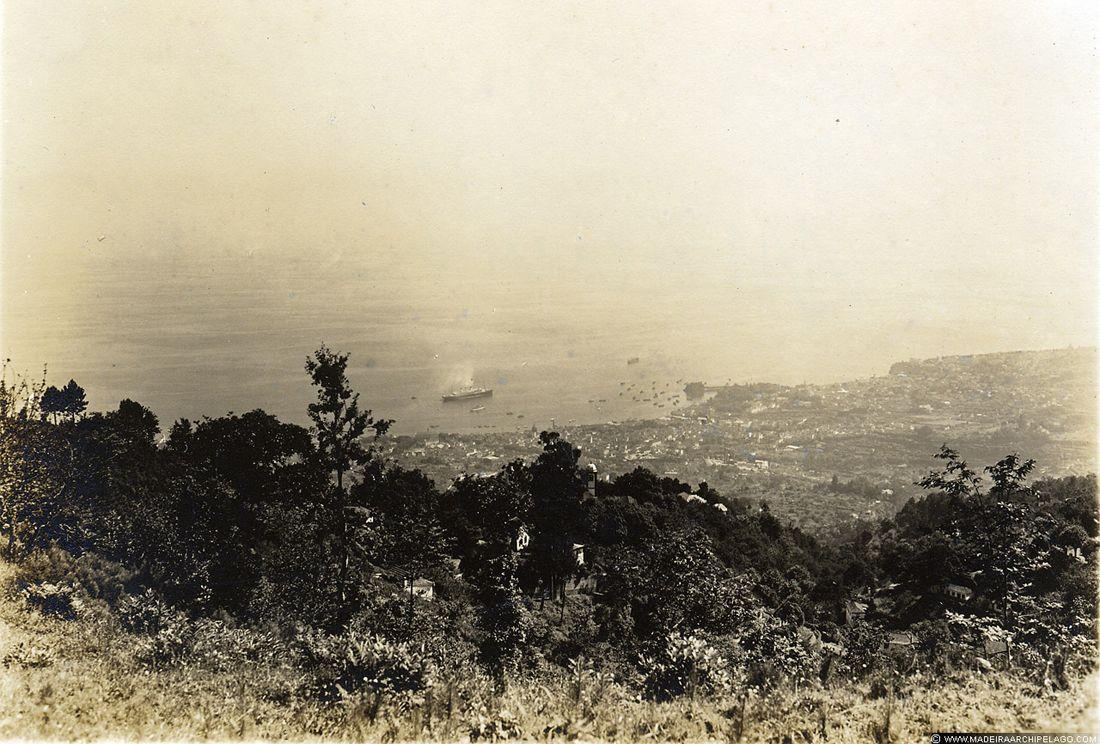
Vista do Caminho do Monte (cerca de 1900).